# 14. Kongress des Bundes der Kommunisten Jugoslawiens
Der 14. Kongress des Bundes der Kommunisten Jugoslawiens (serbokroatisch 14. kongres Saveza komunista Jugoslavije) fand vom 20. bis 22. Januar 1990 in Belgrad statt. Teilnehmer waren Delegationen aller sechs Teilrepubliken und der beiden Autonomen Provinzen sowie eine Delegation der Jugoslawischen Volksarmee (JNA). Der damalige Präsident des Zentralkomitees des Bundes der Kommunisten Jugoslawiens war Milan Pančevski aus der Teilrepublik Mazedonien.
Während des Kongresses gab es Streitigkeiten zwischen der serbischen und der slowenischen Delegation. Die Serben wollten das System „ein Mann – eine Stimme“ einführen. Auf der anderen Seite schlugen die Slowenen eine Umgestaltung des Landes vor. Sie wollten den Sozialismus beseitigen und eine westlich orientierte demokratische Regierung ins Leben rufen. Alle Vorschläge der slowenischen Delegation wurden abgelehnt. Währenddessen wurden die serbischen Vorschläge mit einer klaren Mehrheit angenommen.
Nach zwei Tagen Arbeit und Streitigkeiten verließ die slowenische Delegation am 22. Januar aufgebracht den Kongress. Unmittelbar nach dem Abgang der Slowenen schlug Slobodan Milošević, der Führer der serbischen Delegation, vor, dass der Kongress seine Arbeit wieder aufnehmen sollte. Gegen diesen Vorschlag wehrte sich die kroatische Delegation. Die Kroaten verkündeten, falls die Arbeit wieder aufgenommen würde, würden sie den Slowenen folgen und den Kongress verlassen. Den Kroaten schlossen sich die Delegationen aus Mazedonien und Bosnien und Herzegowina an.
Milan Pančevski beendete schließlich die Arbeit des Kongresses und sagte, er werde die Arbeit weiterführen, was jedoch nie geschah. Damit endete nach 45 Jahren de facto die Herrschaft der Kommunistischen Partei in Jugoslawien. 